# Joan Barter
Joan Barter (Mequinenza, 1648 — Barcelona, 1706) foi um músico e compositor aragonês.
Foi professor de capela e organista em Lleida e na Catedral de Barcelona, cargo que obteve em 1682 e ocupou até sua aposentadoria em 1696, quando foi substituído por Francisco Valls. Barter aprimorou o trabalho de ensino do coro da catedral. Ele também tentou melhorar a qualidade e a quantidade dos membros da capela musical, contratando novos cantores. No claustro da catedral, seu túmulo é conservado.
Entre sua produção musical preservada está basicamente música religiosa.